# Abdulaziz-Khan-Madrasa

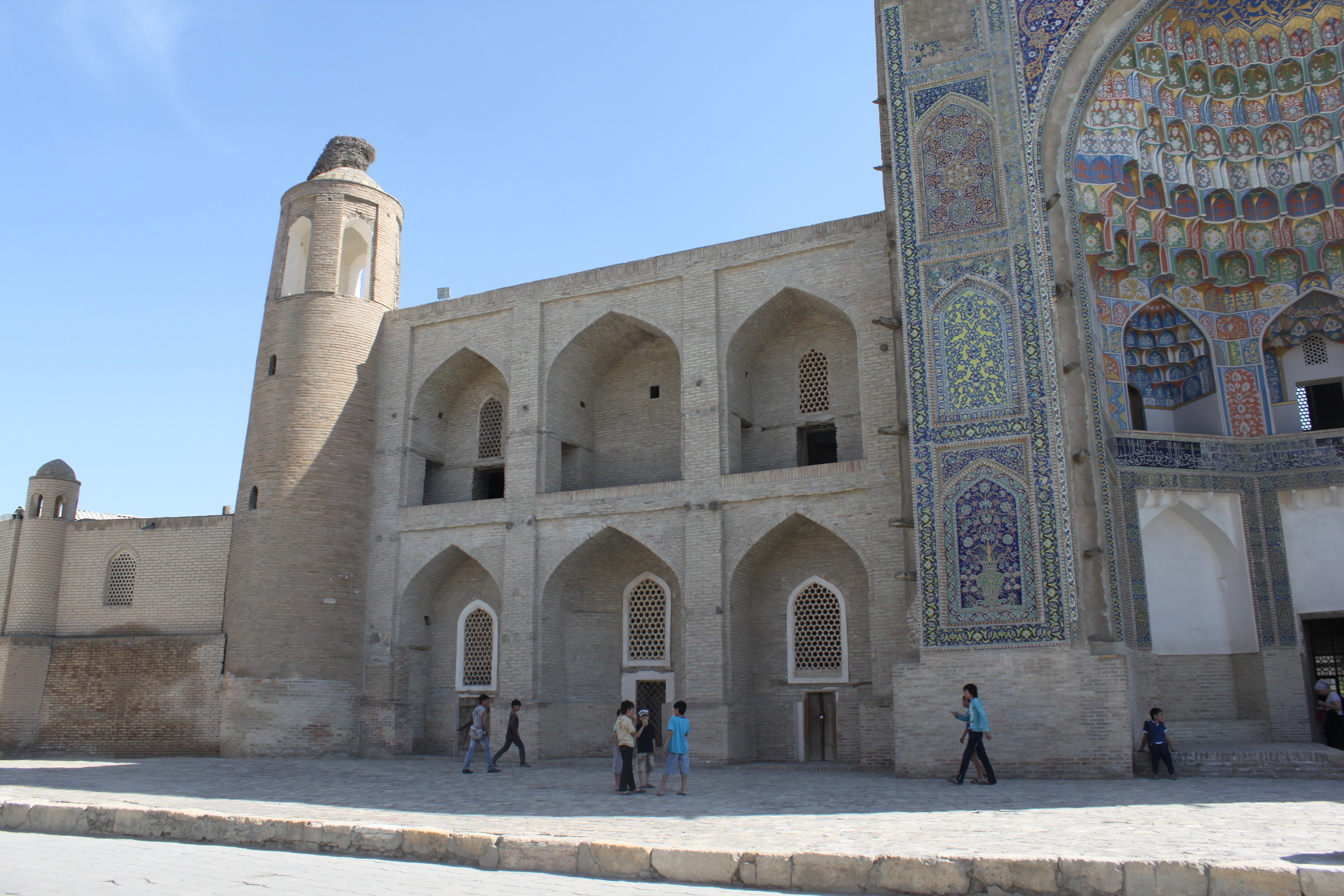
Abdulaziz-Khan-Madrasa

Die Abdulaziz-Khan-Madrasa ist eine Madrasa in der usbekischen Stadt Buxoro.

## Lage
Die Madrasa liegt im historischen Zentrum von Buxoro etwa 20 Meter östlich des Kuppelbasars Toqi Zargaron und etwa 100 Meter östlich des Gebäudeensembles Poi Kalon südlich der Xoja-Nurorobod-Straße. Ihr nördlich gemäß dem Kosch-Prinzip gegenübergestellt ist die Ulugʻbek-Madrasa. Südwestlich der Madrasa liegt die Ladenpassage Tim Abdullah Khan.

## Geschichte
Die Abdulaziz-Khan-Madrasa wurde 1652 unter dem Dschaniden-Khan Abd al-Aziz erbaut, der von 1647 bis 1680 regierte. Damit ist sie fast 250 Jahre jünger als die Ulugʻbek-Madrasa, der gegenüber sie errichtet wurde.

## Beschreibung
Die Abdulaziz-Khan-Madrasa ist 60 Meter lang und 48 Meter breit. Ihre Hauptfassade hat einen zentralen Pischtak mit Iwan. Statt des sonst üblichen rechteckigen Grundrisses des Eingangs-Iwans ist er bei dieser Madrasa ein 5/8-Achteck. Den oberen Abschluss des Iwans bildet ein Muqarnas. Beidseitig des Pischtaks schließen sich drei Achsen zweigeschossiger Spitzbogenarkaden mit Zugängen zu den einzelnen Wohnzellen der Studenten an. Je ein dreiviertelrunder Eckturm, der über die Oberkante des Gebäudes hinausragt und in einer Laterne (Architektur) endet, schließt die Fassade nach außen ab.
Hinter dem Eingang befindet sich auf der einen Seite ein hoher Unterrichtsraum und auf der anderen eine Wintermoschee, die beide von einer Kuppel überwölbt sind. Der Innenhof ist von zweigeschossigen Spitzbogenarkaden mit Zugängen zu den Wohnzellen der Studenten umschlossen und folgt dem Vier-Iwan-Schema: Je zwei Pischtaks mit Iwanen stehen sich in der Mitte der vier Flügel der Madrasa paarweise gegenüber. Die Pischtaks auf der Ost- und Westseite sind horizontal unterteilt, der auf der Südseite ist breiter als die anderen. Er hat ebenfalls einen Iwan mit 5/8-Grundriss, der in einem Muqarnas abschließt, und diente als Sommermoschee.

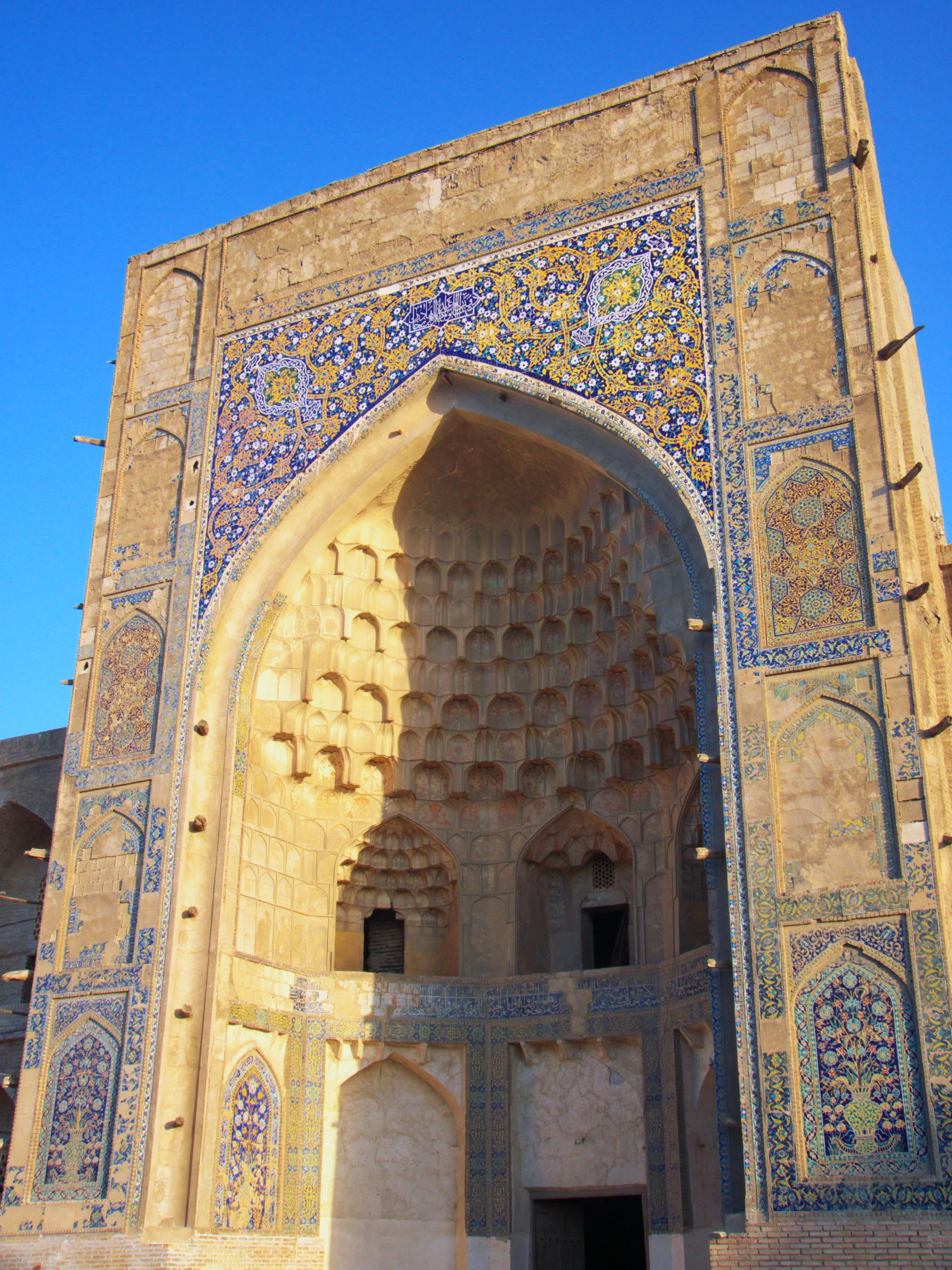
Pischtak
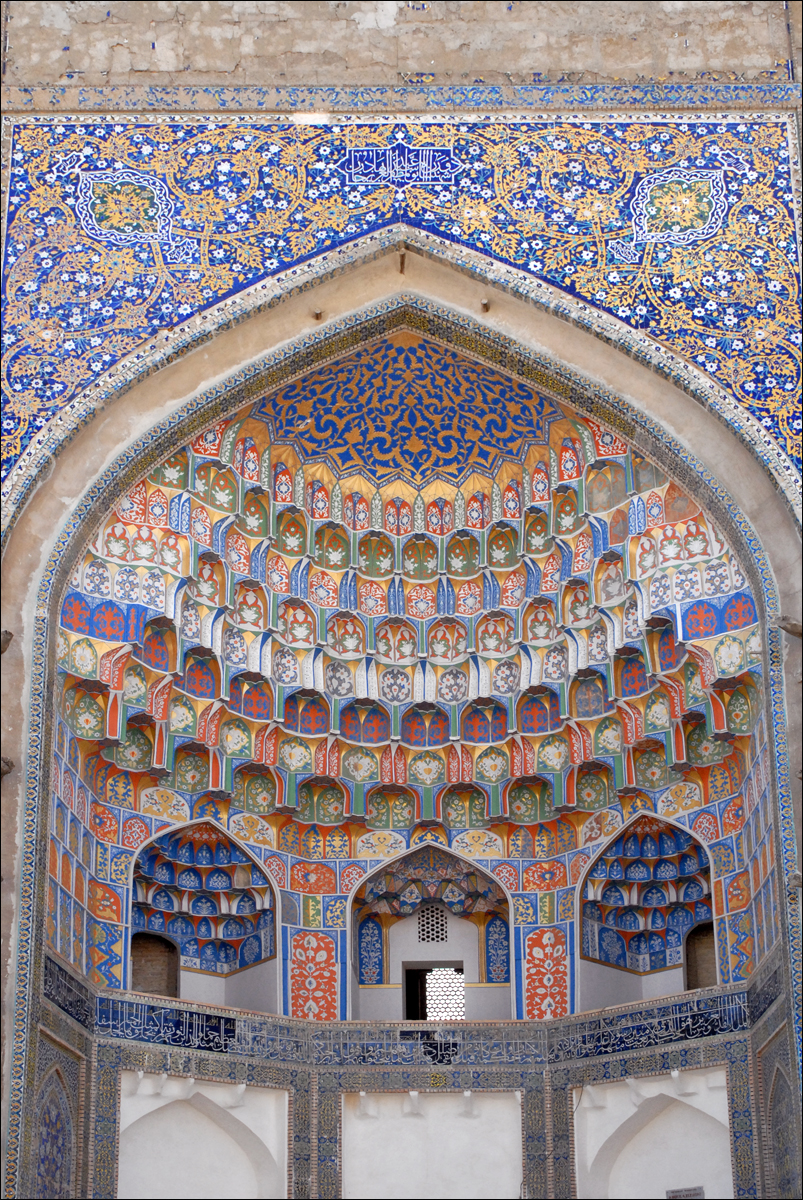
Muqarnas
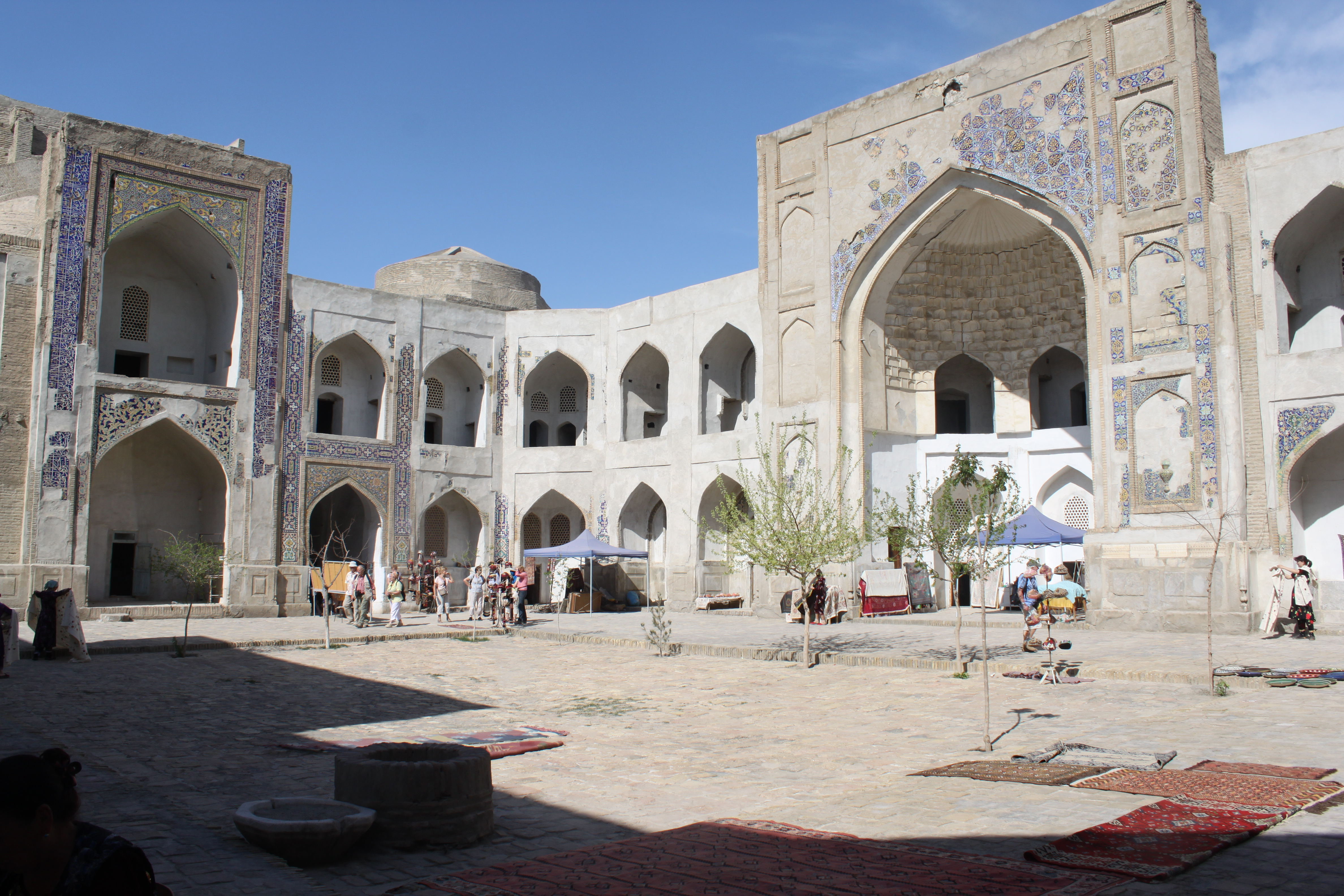
Innenhof
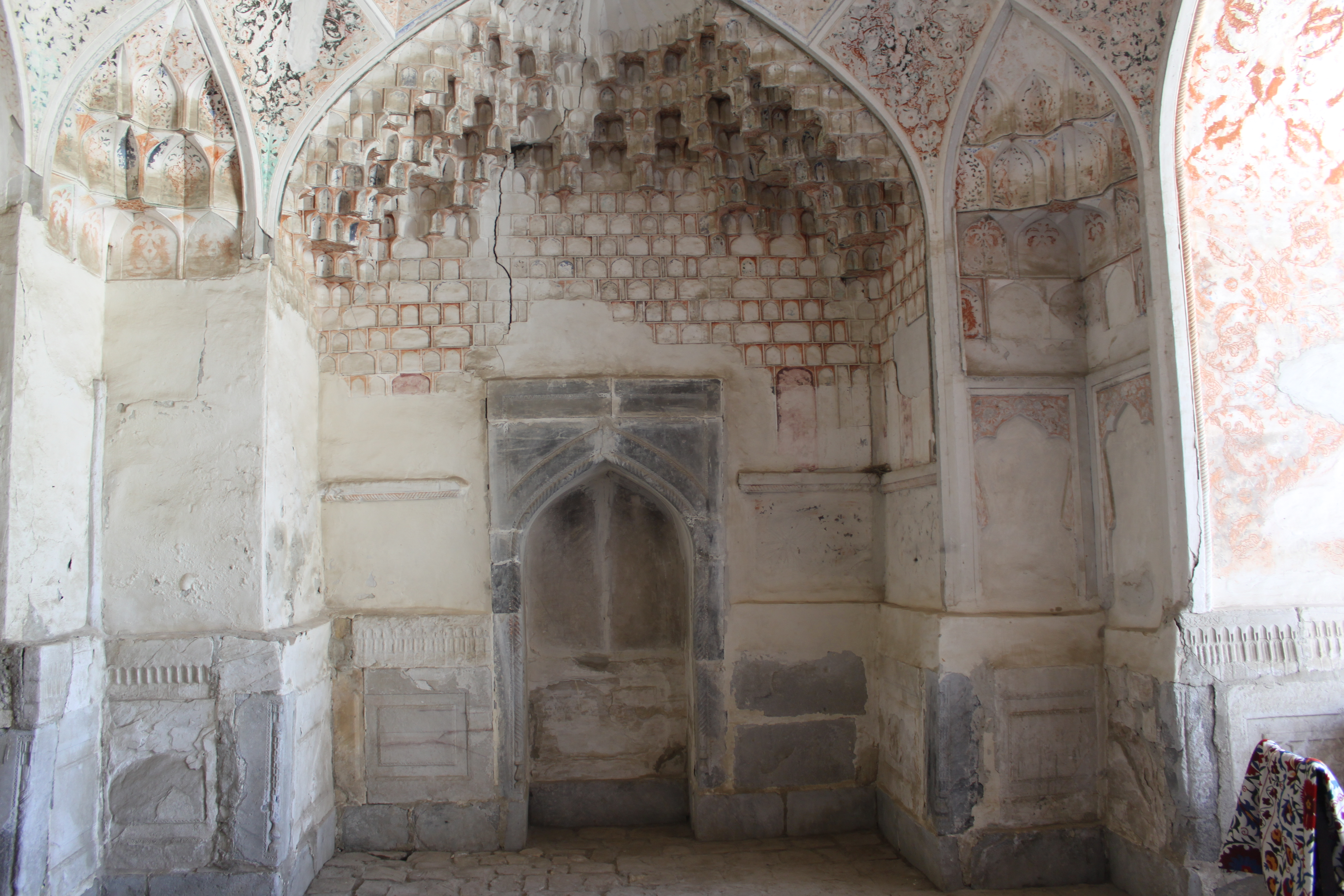
Mihrab der Sommermoschee
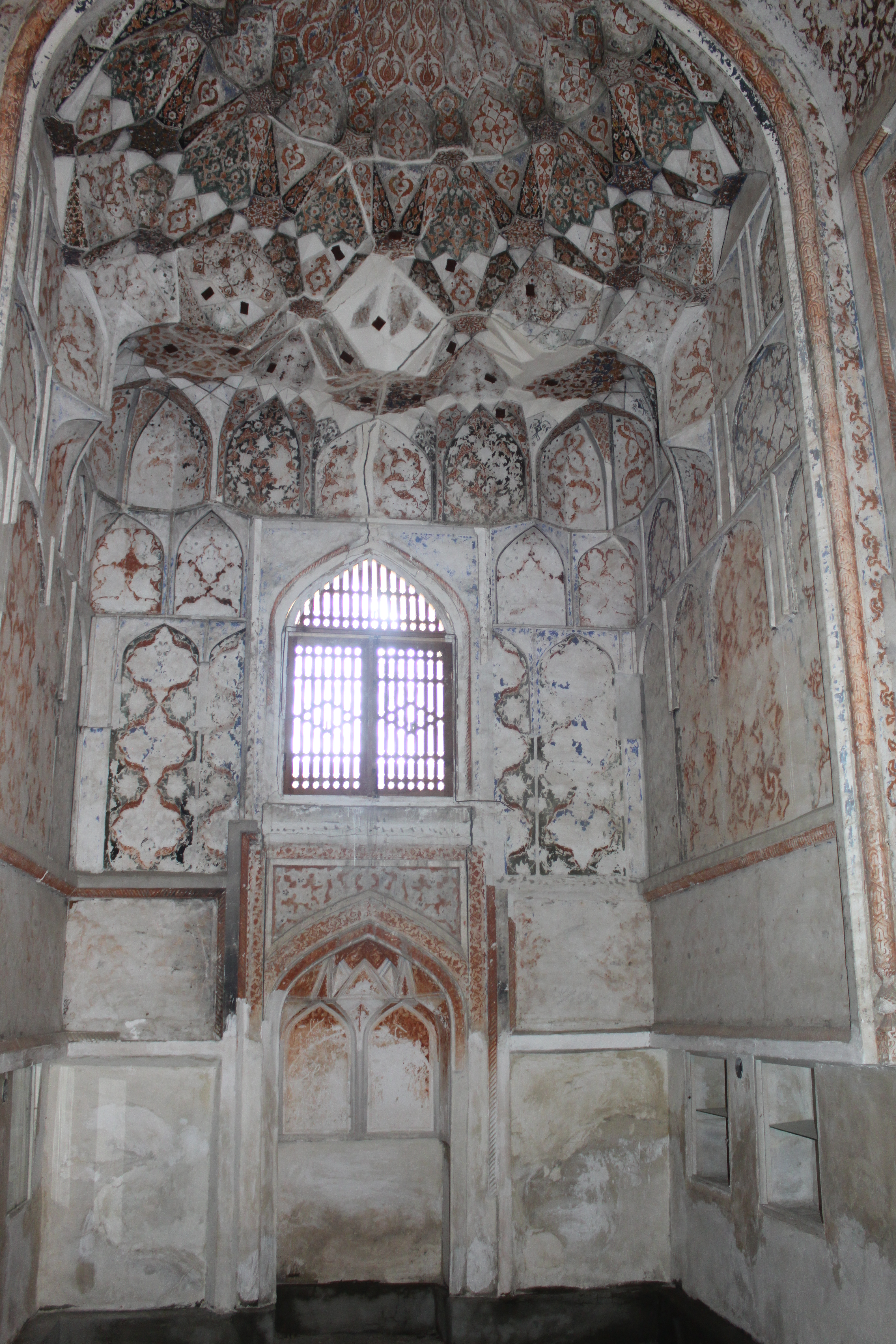
Wintermoschee
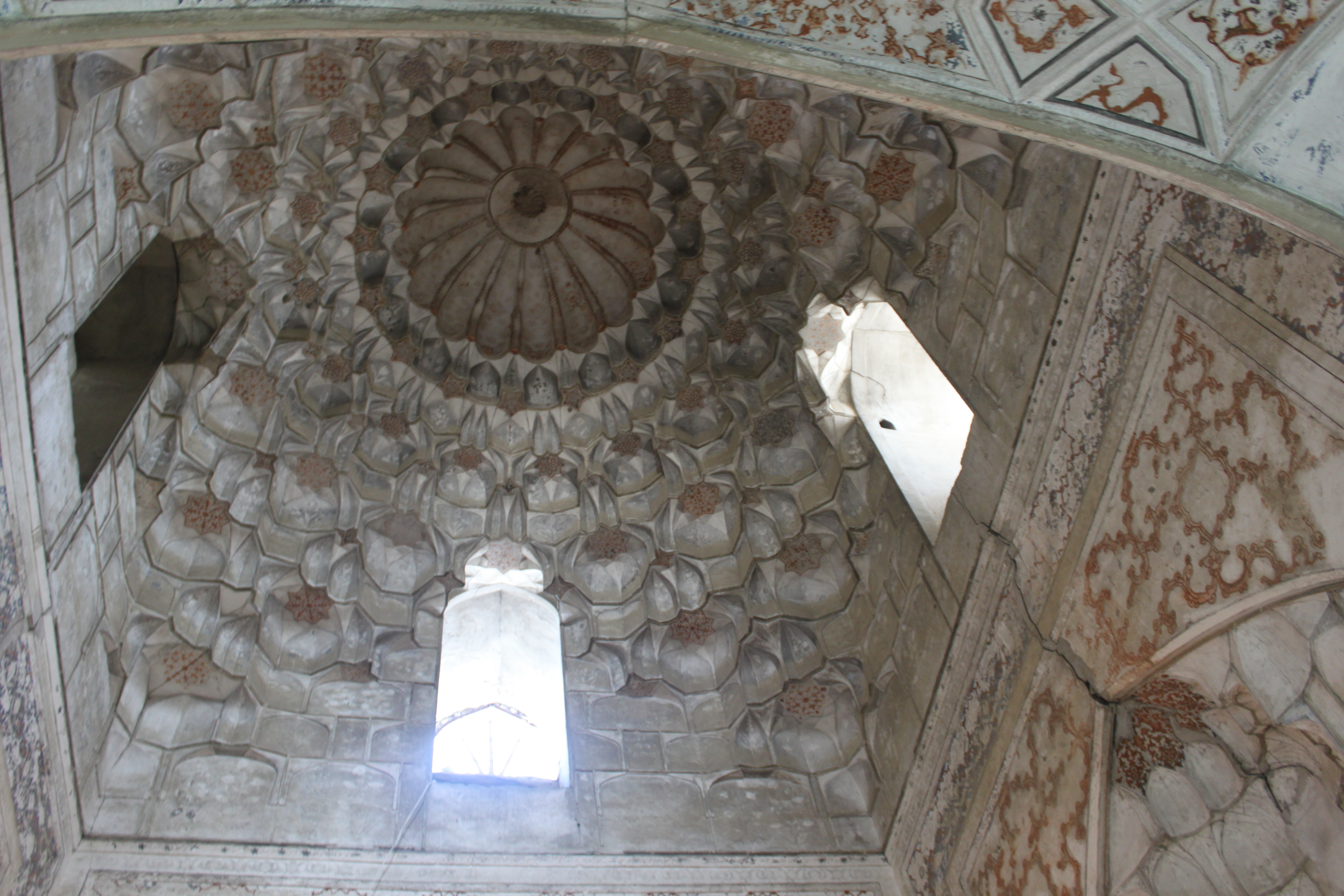
Kuppeldecke eines Hörsaals